# Trachylepis brevicollis
Trachylepis brevicollis är en ödleart som beskrevs av  Wiegmann 1837. Trachylepis brevicollis ingår i släktet Trachylepis och familjen skinkar. Inga underarter finns listade i Catalogue of Life.